# Johanna (Fernsehserie)
Johanna ist eine siebenteilige Fernsehserie, die im Auftrag des Fernsehen der DDR in den Jahren 1987 bis 1989 produziert wurde. Autor und Regisseur war Peter Hagen.
Die Serie erzählt die Geschichte einer Berliner Straßenbahnfahrerin, ihrer Familie und des Kollektivs – der „zweiten Familie“. In sieben Teilen meistert Johanna mit Hilfe ihrer beiden Familien eine Hürde nach der anderen und hat dabei für die Probleme der anderen immer ein offenes Ohr.
Für die im VEB Kombinat Berliner Verkehrsbetriebe (BVB) in Berlin gedrehten Aufnahmen wurden die KT4D-Triebwagen 219 551 und 219 552 sowie der Reko-Beiwagen 267 444 des Typs BE64 genutzt. Beim Beiwagen wurde das Oberteil abgeschnitten und darauf die Filmtechnik installiert. Der Wagen lief dann zwischen den beiden KT4D, im hinteren Fahrzeugteil saßen die zu filmenden Straßenbahnfahrer. Der Beiwagen wurde nach Abschluss der Dreharbeiten verschrottet.
Fachlich unterstützt wurden die Dreharbeiten u. a. durch Petra Kuder (Fahrlehrerin) und Peter Schulze (Fahrlehrer).
Am 4. November 2013 wurde die Serie erstmals auf DVD veröffentlicht.

## Episodenliste
| Nr. | Titel                     | Erstausstrahlung   |
| --- | ------------------------- | ------------------ |
| 1   | Spiegelfechtereien        | 1. September 1989  |
| 2   | Zusammenstöße             | 8. September 1989  |
| 3   | Ein Thüringer in Berlin   | 15. September 1989 |
| 4   | Der Zugvogel              | 22. September 1989 |
| 5   | Umwege                    | 29. September 1989 |
| 6   | Kalle wird’s schon machen | 4. Oktober 1989    |
| 7   | Ideen müsste man haben    | 13. Oktober 1989   |